# Vivian Blaine
Vivian Blaine, pseudonimo di Vivian Stapleton (Newark, 21 novembre 1921 – New York, 9 dicembre 1995), è stata un'attrice e cantante statunitense.

## Biografia
Dotata di una bellezza fresca e seducente, iniziò la sua carriera di attrice teatrale nel 1934 e, per tutti gli anni quaranta, fu la spigliata interprete di numerose pellicole della 20th Century Fox, soprattutto di genere brillante. Ebbe l'occasione di recitare come protagonista al fianco della coppia comica Stanlio e Ollio, nel film Gli allegri imbroglioni (1943).
Partecipò alla commedia musicale Guys and Dolls (Bulli e pupe), in cui impersonava con grande brio la svampita Miss Adelaide, e che portò con successo a Broadway dal 1950 al 1951, e poi a Londra nel 1953, Interpretò anche la versione cinematografica della commedia, insieme a Marlon Brando e Frank Sinatra. 
Negli anni seguenti l'attrice diradò i propri impegni professionali, apparendo talvolta come guest star in diverse serie televisive, come Love Boat e La signora in giallo.

### Vita personale
Vivian Blaine si sposò più volte. La prima, nel 1945, con Manny Franks da cui divorziò nel '56. La seconda, con Milton Rackmil: sposati nel 1959, i due divorziarono nel 1961. Il terzo matrimonio, celebrato nel '73, con Stuart Clark. fu più longevo e durò fino alla morte dell'attrice, nel 1995.
Morì per un attacco cardiaco all'età di settantaquattro anni, il 9 dicembre 1995.

## Filmografia

### Cinema
- It Happened in Flatbush, regia di Ray McCarey (1942)
- Thru Different Eyes, regia di Thomas Z. Loring (1942)
- Girl Trouble, regia di Harold D. Schuster (1942)
- He Hired the Boss, regia di Thomas Z. Loring (1943)
- Gli allegri imbroglioni (Jitterbugs), regia di Malcolm St. Clair (1943)
- Samba d'amore (Greenwich Village), regia di Walter Lang (1944)
- Something for the Boys, regia di Lewis Seiler (1944)
- La barriera d'oro (Nob Hill), regia di Henry Hathaway (1945)
- Festa d'amore (State Fair), regia di Walter lang (1945)
- Doll Face, regia di Lewis Seiler (1945)
- If I'm Lucky, regia di Lewis Seiler (1946)
- Tre ragazze in blu (Three Little Girls in Blue), regia di H. Bruce Humberstone (1946)
- Gonne al vento (Skirts Ahoy!), regia di Sidney Lanfield (1952)
- Bulli e pupe (Guys and Dolls), regia di Joseph L. Mankiewicz (1955)
- Il pollo pubblico n. 1 (Public Pigeon No. One), regia di Norman Z. McLeod (1957)
- The Dark, regia di John Cardos (1979)
- Mutanti (Parasite), regia di Charles Band (1982)
- I'm Going to Be Famous, regia di Paul Leder (1983)

### Televisione
- Damon Runyon Theater – serie TV, episodio 1x01 (1955)
- Katie: la ragazza del paginone (Katie: Portrait of a Centerfold), regia di Robert Greenwald – film TV (1978)
- The Cracker Factory, regia di Burt Brinckerhoff – film TV (1979)
- Fast Friends, regia di Steven Hilliard Stern – film TV (1979)
- Sooner or Later, regia di Bruce Hart – film TV (1979)
- Vega$ – serie TV, episodio 1x18 (1979)
- La signora in giallo (Murder, She Wrote) – serie TV, episodio 1x11 (1985)

### Doppiatrici italiane
- Giuliana Maroni in: Bulli e pupe
- Valeria Valeri in: La signora in giallo

## Spettacoli teatrali
- Guys and Dolls (Broadway, 24 novembre 1950)

## Galleria d'immagini

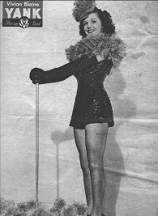
1944
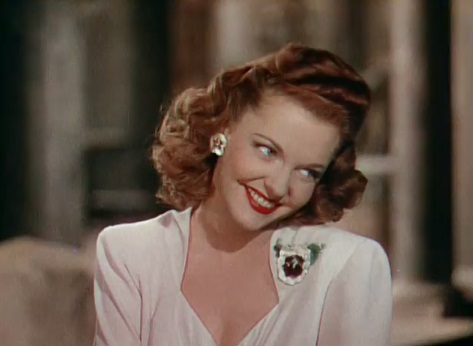
1944
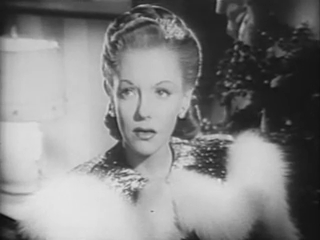
1946